# Sonet 85 (William Szekspir)

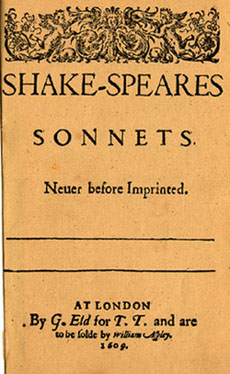
Strona tytułowa pierwszego wydania sonetów Shakespeare’a

Sonet 85 (Skromnie zamilkła Muza ma, niemowa) – jeden z cyklu sonetów autorstwa Williama Shakespeare’a. Po raz pierwszy został opublikowany w 1609 roku.

## Treść
W sonecie tym podmiot liryczny, którego część badaczy utożsamia z autorem, odnosi się do licznych adoratorów, którzy sławią tajemniczego młodzieńca. Ci znoszą peany na cześć młodego mężczyzny, zdaniem p. lirycznego jednak to prawdziwe uczucia, a nie te wypowiadane, stanowią najwyższą wartość.